# Храм-памятник воинам, павшим при взятии Казани в 1552 году
Храм-памятник воинам, павшим при взятии Казани в 1552 году (Храм-памятник в честь Нерукотворе́нного Образа Спасителя) — православный храм-памятник в Казани, построенный в XIX веке в память о воинах, погибших при осаде и взятии Казани в 1552 году. Один из старейших казанских памятников и воинских мемориалов России.

## Описание памятника
Памятник представляет собой поднятую на высокий постамент двадцатиметровую четырёхугольную усечённую пирамиду со всеми равными измерениями: длиной, шириной и высотой. С четырёх сторон — входы в здание, украшенные греческими портиками и двумя дорическими колоннами. В храм со стороны главного входа ведут 20 широких каменных ступеней, с других — по 12 ступеней.
Фронтоны портиков украшены лепными изображениями Георгиевского креста с идущими от него лучами. Ранее на фризе портала в центре была надпись «Въ память побѣды надъ Татарами 1552».
По углам пирамиды расположены четыре кельи, в которых жили монахи, служившие поминальные службы по павшим воинам. Окна в кельи заметны на краях памятника.
Внутри памятника расположена церковь Нерукотворенного образа Спасителя, в память о царском знамени, бывшем при взятии Казани.
До 1918 года при входе в церковь, близ дверей, налево, находилось изображение Иоанна Грозного, а направо — императора Александра I. На левой стене храма находилась икона Господа Спасителя, вручающего Свой образ юному царю Авгарю (содержание символическое: под Авгарем подразумевается молодой русский царь, выполнивший великое дело под покровом Нерукотворенного образа Спасителя):344.
Под здание ведёт сводчатый подземный ход, по спирали обходящий храм. По сторонам гробницы, над украшениями в виде военной арматуры были надписи: «Больше сея любве никтоже имать, да кто душу свою положит за други своя» (Иоанн. 15, 13), «Возлюблении и прекраснии, неразлучни, благоленки в животе своем и в смерти своей не разлучишася; паче орлов легки, паче львов крепцы» (2 Цар. 1, 23):122.

В центре храма сооружён решётчатый настил над гробницей с останками воинов. И оно — есть лишь отверстие обширной могилы, покрытой дощатым помостом.— Баженов Н. Плавание к Зилантову монастырю и Казанскому памятнику, 1846.
Большая часть останков находится внутри кургана. Человеческие кости, как выяснилось во время реконструкции 1830—1832 года, занимали подземелье на многие метры в глубину. Поэтому фундамент вместо помоста сделать было невозможно.
Первые попечители над памятником, купец I-й гильдии Л. Крупенников и П. Котелов, устроили в склепе богатый гроб, в котором были собраны кости воинов:

Эти бренные останки лежат в колоссальной гробнице, на которой написано, что доблестные воины как были неразлучны при жизни, так остаются совокупными и по смерти. Пробитые черепа и раздробленные кости наглядно говорят о том, как они кончили жизнь под стенами Казани. Пред гробницей находится икона распятия Иисуса Христа и при ней висит неугасимая лампада.— Казань в её прошлом и настоящем, 1890.:344

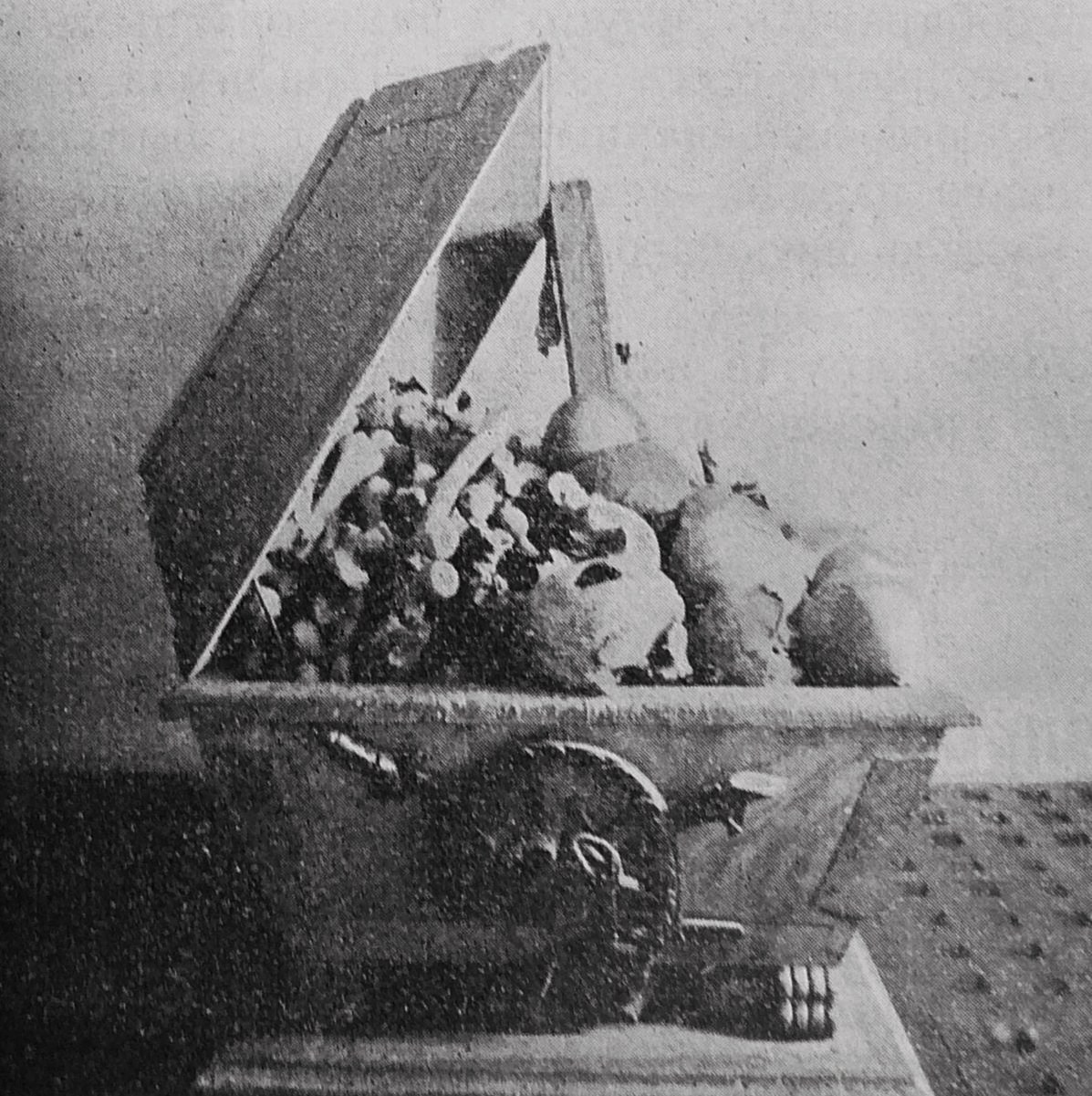
Гробница с останками павших воинов (1906 год)

В № 11 за 1906 год «Газеты „Правых“», издававшейся в Казани, была помещены фотографии храма-памятника в окружении участников патриотической манифестации, а также расположенной под ним гробницы с останками воинов. В опубликованной здесь же заметке за подписью «Казанец» говорилось, в частности:
В могильном склепе под Памятником, в виде невысокой четырёхугольной сводчатой комнаты находится весьма любопытная и заслуживающая внимания всякого истинно-русского человека достопримечательность Памятника — кости героев Казани, покоящиеся в большой деревянной гробнице, стоящей посредине склепа. (...) Невольное чувство благоговения при воспоминании о давно минувших временах охватывает душу посетителя могильной тишины при виде разбитых черепов и рассечённых костей русских героев, потрудившихся для славы Отчизны, и молитва об упокоении душ усопших является на устах каждого посетителя могильного склепа.
С 1950-х годов памятник находится на островке. До того он оказывался окружён водой только во время весеннего разлива Волги и Казанки (до середины мая):

Во время весеннего разлива памятник бывает весь окружен слившимися водами рек Волги и Казанки и представляется тогда как бы плавающим среди широкой водной равнины, простирающейся до Зилантова монастыря — с одной стороны, до подножия кремлёвской горы — с другой стороны. Но эти разливы представляют для памятника и опасную сторону…— Спутник по Казани, 1895.:123

## История воинского захоронения

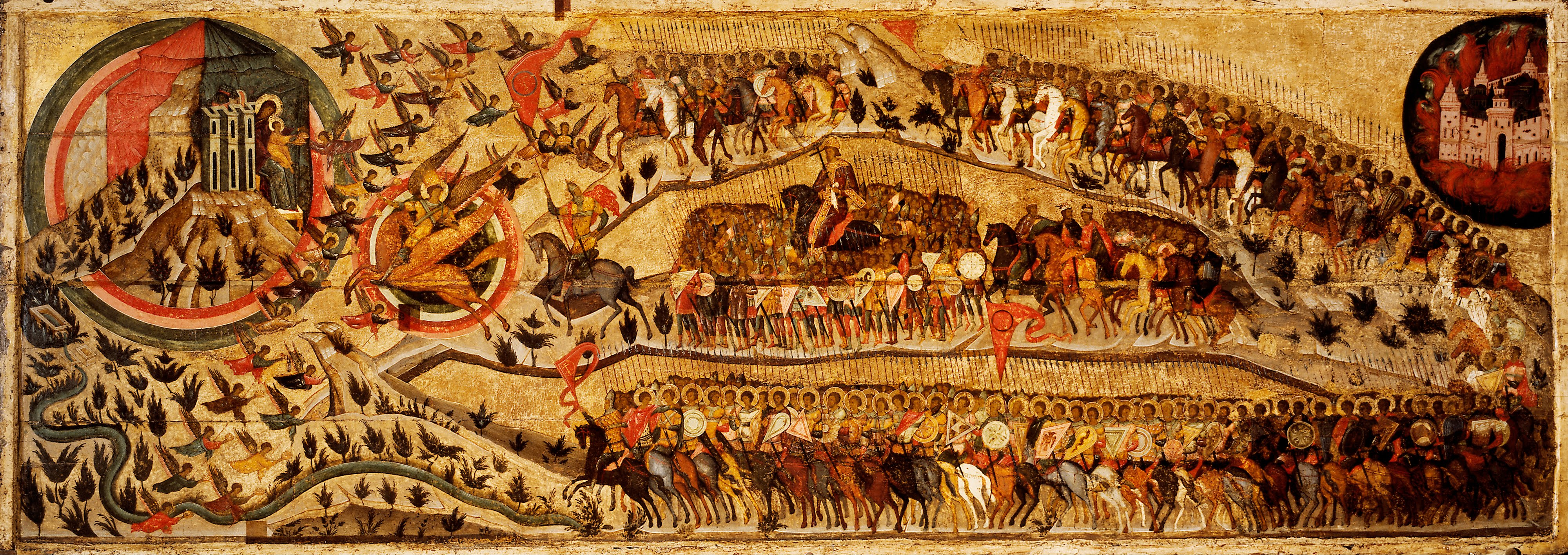
Икона «Благословенно воинство Небесного Царя» предположительно работы духовника Иоанна IV митрополита Афанасия, 1550-е. Некоторые исследователи делают вывод о том, что изображённые на ней воины с нимбами — это павшие участники Казанского похода 1552 года.

Через два дня после взятия Казани войсками 22-летнего Иоанна IV Васильевича — 4 октября 1552 года — царь приказал игумену Иоакиму (Якиму) с почестями похоронить погибших воинов в общей могиле. На холме братской могилы он повелел основать монастырь во имя Успения Пресвятой Богородицы, монахам которого предписал вечно молиться за убиенных.
Монастырь был построен на берегу реки Казанки, в версте от кремля. Это место было известно и тем, что там, рядом с кладбищем русских жителей Казани, где в 1529 году был погребён святой мученик Иоанн, во время Казанских походов располагалась ставка и походная церковь царя со знаменем с Образом Нерукотворным.
Поскольку монастырь вскоре начал подмываться весенними разливами (высокое половодье 1559 года особенно сильно разрушило его деревянные постройки), по просьбе первого настоятеля — игумена Иоакима, царь повелел в 1560 году перенести монастырь на новое место — на версту ниже по течению Казанки, на высокую гору, называемую Змеиной или Зилантовой:116 (от тат. Җылан-тау). Иоанн IV пожертвовал на монастырь 300 рублей, царица Анастасия Романовна — 100 рублей и иконостас для соборной церкви:117. Ныне — это Зилантов Свято-Успенский монастырь.
Возможно, забота о поминовении павших воинов со стороны царя связана с исполнившимся страшным предсказанием, данным ему Максимом Греком в 1553 году, когда Иоанн Васильевич, направляясь в Кириллов монастырь, посетил его в Троице-Сергиевой лавре с женой и рождённым по взятии Казани (в октябре 1552 года) сыном Дмитрием:

«Аще, — рече, — не послушаеши мене, по Бозѣ совѣтующаго, и забудеши крови оных мучеников, избиенных от поганов за правовѣрие, и презриши слезы сиротъ оных и вдовицъ, и поѣдеши со упрямством, вѣдай о сем, иже сынъ твой умрет и не возвратится оттуды жив. Аще же послушаеши, и возвратишися, здрав будеши яко сам, так и сынъ твой». И сия словеса приказал ему четырьмя нами: первый — исповѣдникъ его, презвитер Андрѣй Протопоповъ, другий — Иоаннъ, княжа Мстиславский, а третей — Алексѣй Адашев, ложничей его, четвёртым — мною.— Свидетельство о предсказании Андрея Курбского.
С другой стороны, некоторыми современными исследователями Курбского эта история считается его агитационным вымыслом[страница не указана 710 дней].
Поминальные службы о павших воинах служились в Зилантовом монастыре. Непосредственно на месте захоронения воинов («русском кладбище») в XVI веке была поставлена часовня:120-121. Саму же братскую могилу называли в народе «убогим домом» («божедомкой») или «вязком», так как вокруг неё во множестве росли старые вязы:3.
Для поминовения была установлена так называемая «покровская родительская суббота» (суббота перед праздником Покрова Пресвятой Богородицы). Позднее она стала местным праздником для всех храмов Казанской (впоследствии и для Вятской, Екатеринбургской и Ижевской) епархии, в который совершаются заупокойные литургии и панихиды по усопшим.
По подсчётам профессора Казанского университета Карла Фукса при взятии Казани погибли и были похоронены в братской могиле с рядовыми солдатами 4 воеводы и 198 «офицеров» (боярских детей):47-48. Казанский историк-краевед первой половины XIX века Николай Баженов указывал имена 166 погибших ратников:34-36. Архимандрит Гавриил, настоятель Зилантовой обители, приводил список имён 212 погребённых воинов.
Наиболее полно имена павших при взятии Казани воинов, упоминаемых на панихидах, указаны в Синодике Зилантова монастыря (подлинник синодика с записями 1560—1813 годов хранится в Национальном архиве Республики Татарстан), а также в некоторых синодиках «по убиенным во брани» других храмов и монастырей (например, в синодике московского Успенского собора). В нём перечислено более восьмисот имен погибших, в основном дворян из разных уездов Русского царства. Для погибших из числа знати были указаны их чины и звания: «большой боярин, князь, княж сын», а для рядовых воинов — имя, отчество и место рождения «Тферитяне, Бежечане, Володимерцы, Костромичи, Суздальцы, Галичане, Козличи, Калужане, Коломничи, Дмитравцы, Каширяне, Ржевцы, Мещеряне, Муромцы, Стародубцы, Нижегородцы, а также Атаманы казаков».
Считается, что общее число погребённых составляет несколько тысяч человек.

## Возведение и открытие храма-памятника

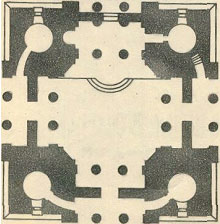
План первого яруса памятника. Круглые помещения в углах — кельи монахов.

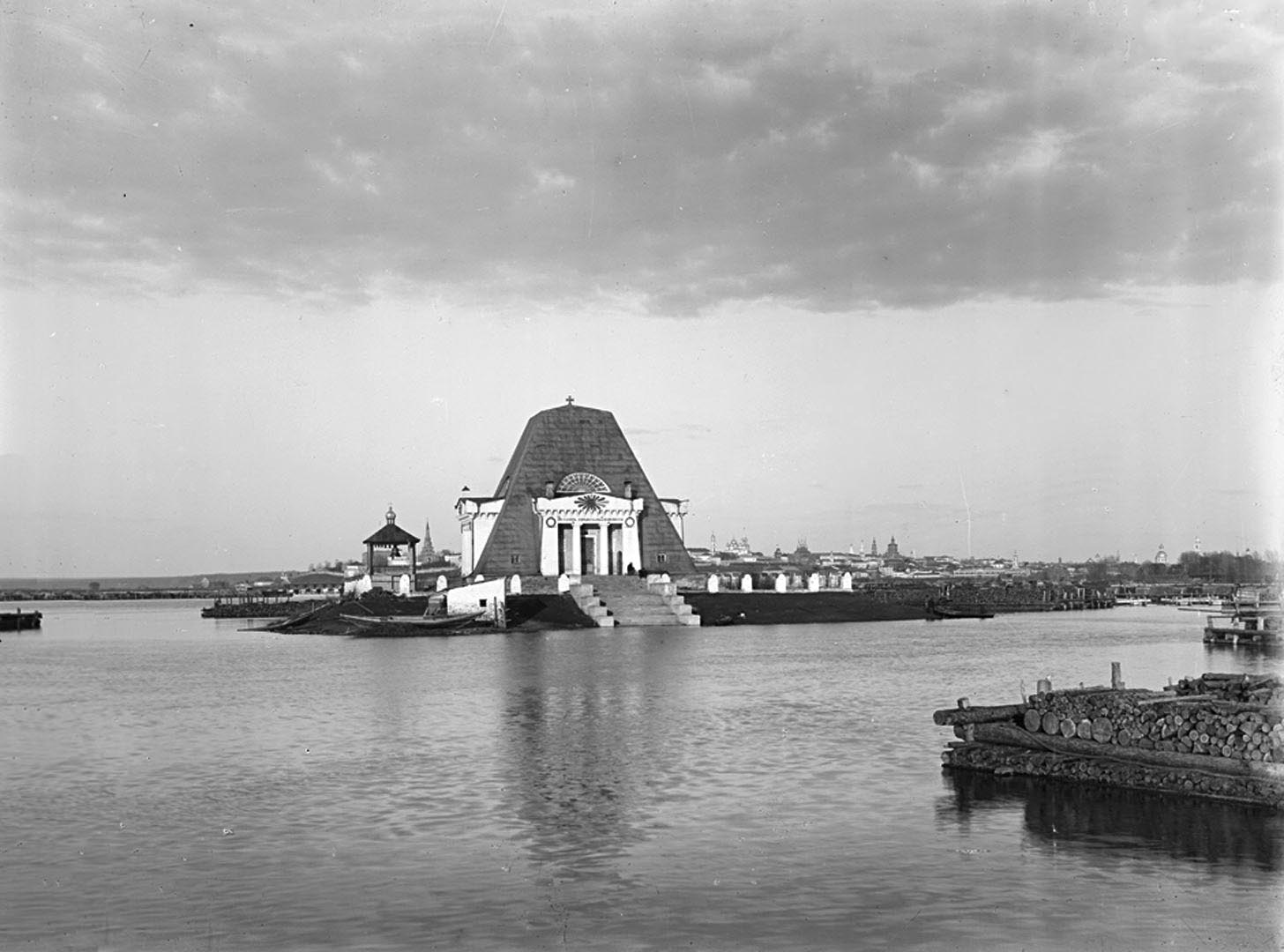
Вид на храм во время разлива Казанки

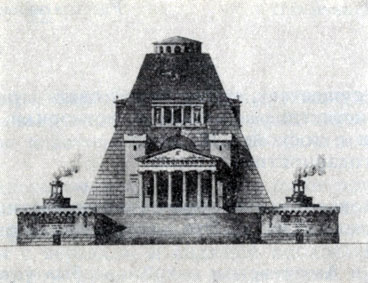
Проект мавзолея Павла I в Павловске (1802), архитектор Андреян Захаров — неосуществленный проект в эллинизирующей интерпретации египтизирующего стиля, аналогичный казанскому памятнику

В начале XIX века архимандрит Зилантова монастыря Амвросий (Сретенский) решил создать памятник в виде «столпа» у братской могилы воинов на свои средства, для чего он 12 июня 1811 года обратился к казанскому архиепископу Павлу с просьбой оказать содействие:26.
Поскольку эта территория после секуляризации и генерального межевания отошла к тому времени от монастыря в городскую собственность, то 2 сентября 1811 года шестигласная дума дала своё согласие на памятник под условием, что будет «занято пространство не более двух квадратных сажень и монастырь не будет создавать препятствий для судоходства, запрещая, например, во время весеннего разлива приставать судам к этому берегу».
Когда Амвросием было собрано 1500 рублей:121 (всего требовалось 5 000 рублей:27), проект памятника-обелиска был представлен на утверждение императору. Александр I поручил переделать проект столичному архитектору Николаю Фёдоровичу Алфёрову, ученику Воронихина и Камерона.
Алфёров, впечатлённый, будучи в Средиземноморье, архитектурой Древнего Египта и Древней Греции (см. египтизирующий стиль, актуальный для господствовавшего тогда направления ампир), настоял на неординарной для православия пирамидальной форме храма-гробницы. Гравюра вида памятника была выполнена Козьмой Ческим.
12 февраля 1812 года государь утвердил план:27, а сам памятник был торжественно заложен 29 июня 1813 года в присутствии членов Правительствующего сената и Опекунского совета:173, которые из-за захвата Наполеоном Москвы были эвакуированы в Казань.
Из-за потребности в сборе значительных средств возведение памятника затянулось. 5000 рублей пожертвовал Александр I, 2000 — императрица Елизавета Алексеевна, 1000 — императрица-мать Мария Фёдоровна; внёс свои вклады и каждый из великих князей и княгинь, а всего от царской семьи поступило 10 000 рублей (позже Александр I пожаловал ещё 5000 рублей в 1820 году). Параллельно по всенародной подписке стали поступать пожертвования «от разных особ»: от частных лиц, торговых обществ, дворянских собраний, духовенства, губернаторов и вице-губернаторов почти всех губерний Российской империи. C 1817 года приток средств шёл особенно стремительно. Всего же к концу строительства поступило 106 399 рублей (по другим данным — 100 135 рублей:32).
Возможно, строительство затягивалось и по другим причинам: шедшей войны, казанской эпидемии тифа 1812—1814 годов и страшного казанского пожара 1815 года.
В 1817 году из-за недостатка средств работы были остановлены, а в отношении действий архимандрита в 1817—1818 годах проводилась ревизия:27, выявившая финансовые нарушения: цены купленных материалов и выдача денег каменщикам не подтверждались расписками; осуществлялись большие расходы на поездки по городам для сбора пожертвований. После этого архимандриту оставили только обязанность принимать средства, причём для составления отчётов к нему был назначен «благонадёжный человек»:30-32.

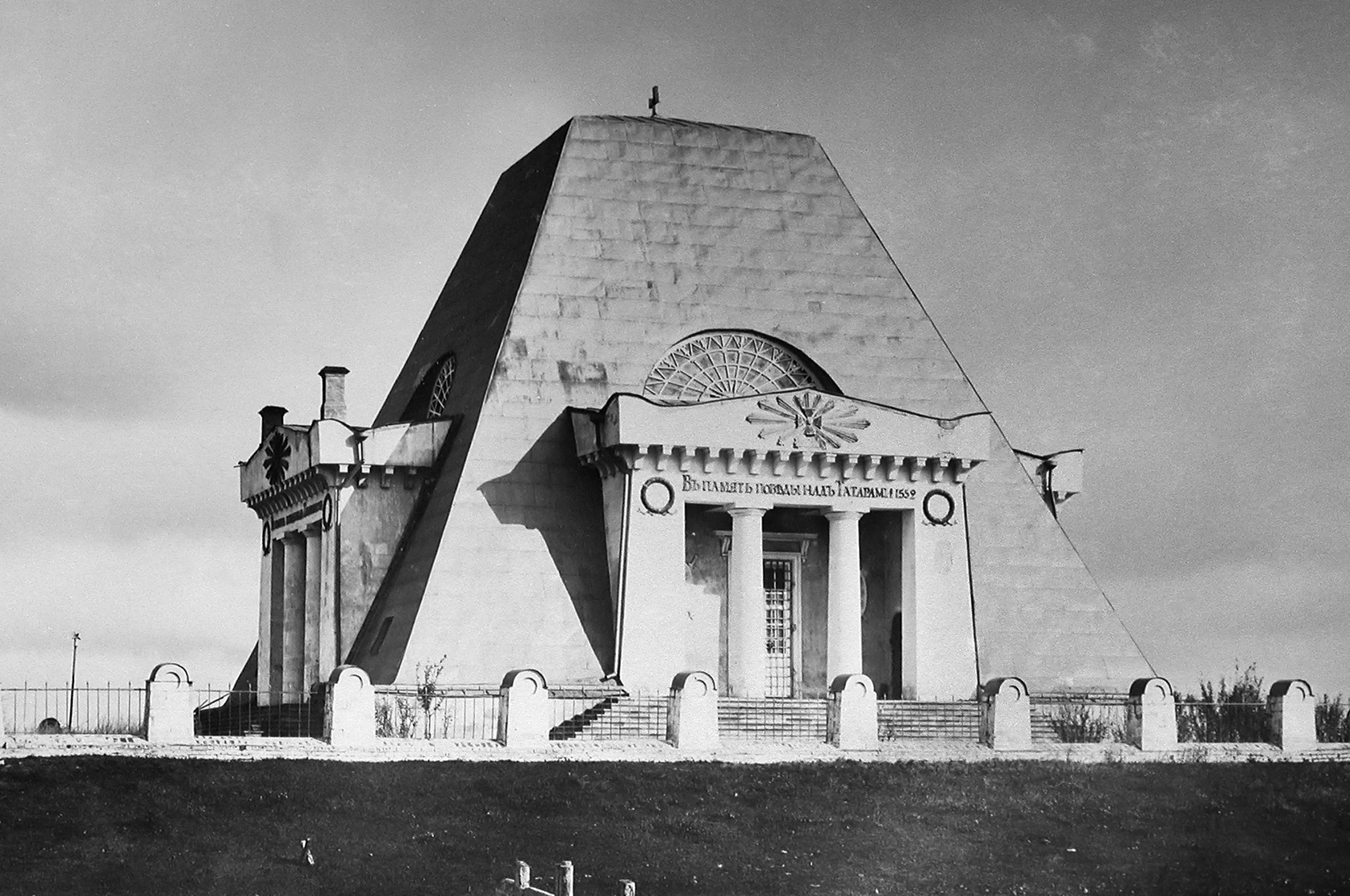
Южный фасад храма-памятника воинам, павшим при взятии Казани

Непосредственным воплотителем проекта Алфёрова считается казанский «губернский архитектор» — Александр Кириллович Шмидт, окончивший Академию художеств в 1806 году с аттестатом I-ой степени. С 21 октября 1818 года строительство памятника шло под его непосредственным руководством. Именно Шмидт принял решение заменить предложенную Алфёровым кирпичную облицовку храма облицовкой из «белого вятского опочного камня».
Возведение самого памятника было закончено в 1821 году:48, а обустройство внутри храма завершено к лету 1823 года. Он был освящён 30 августа (12 сентября) 1823 года (в день святого Александра Невского — день тезоименитства императора Александра I) архиепископом Казанским и Симбирским Амвросием с крестными ходами, военным парадом, а также «оружейной и пушечной пальбой», во имя Нерукотворного образа Спасителя — изображения, бывшего на знамени Иоанна IV.

## Забота о памятнике

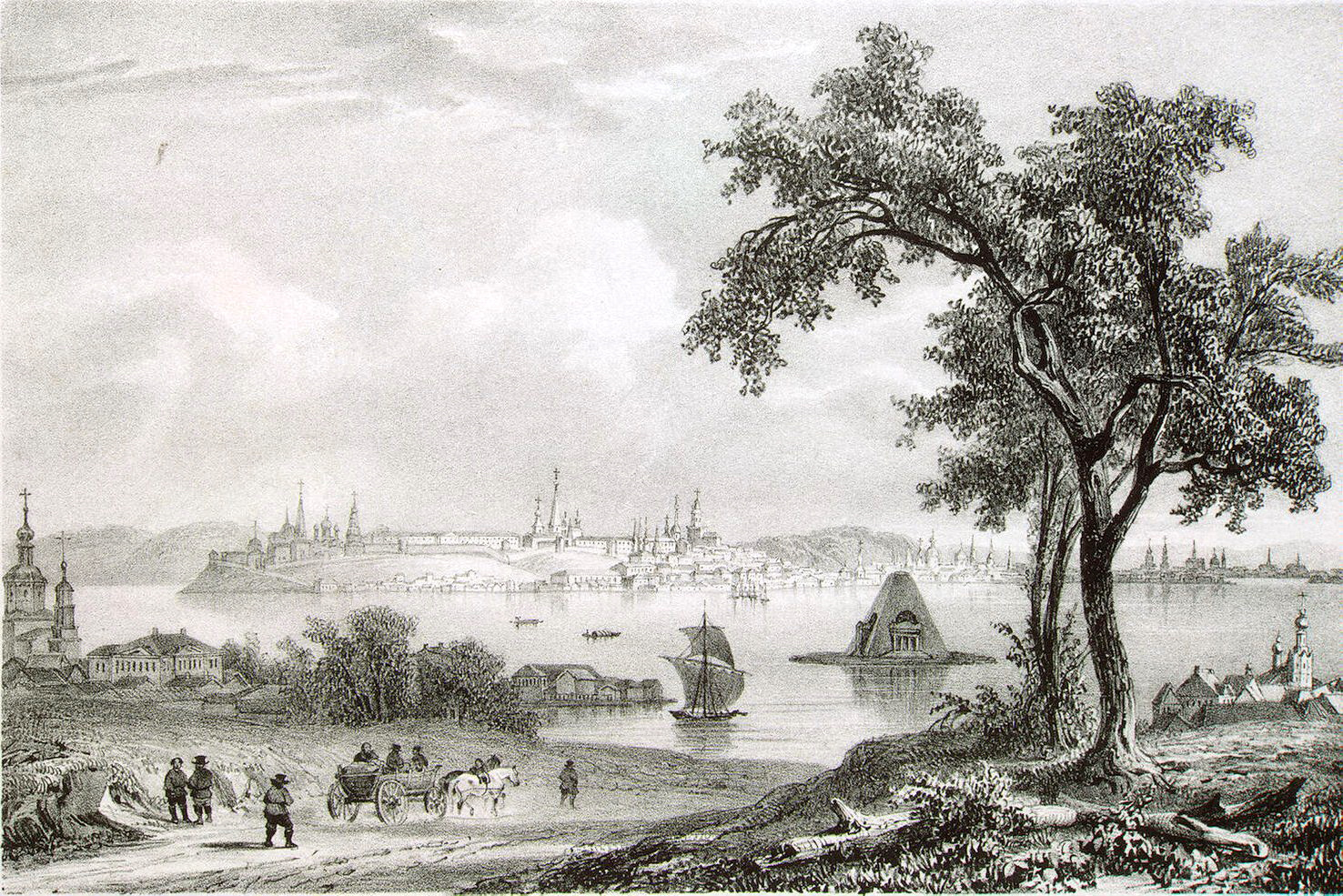
Вид на храм-памятник, гравюра И. В. Ческого

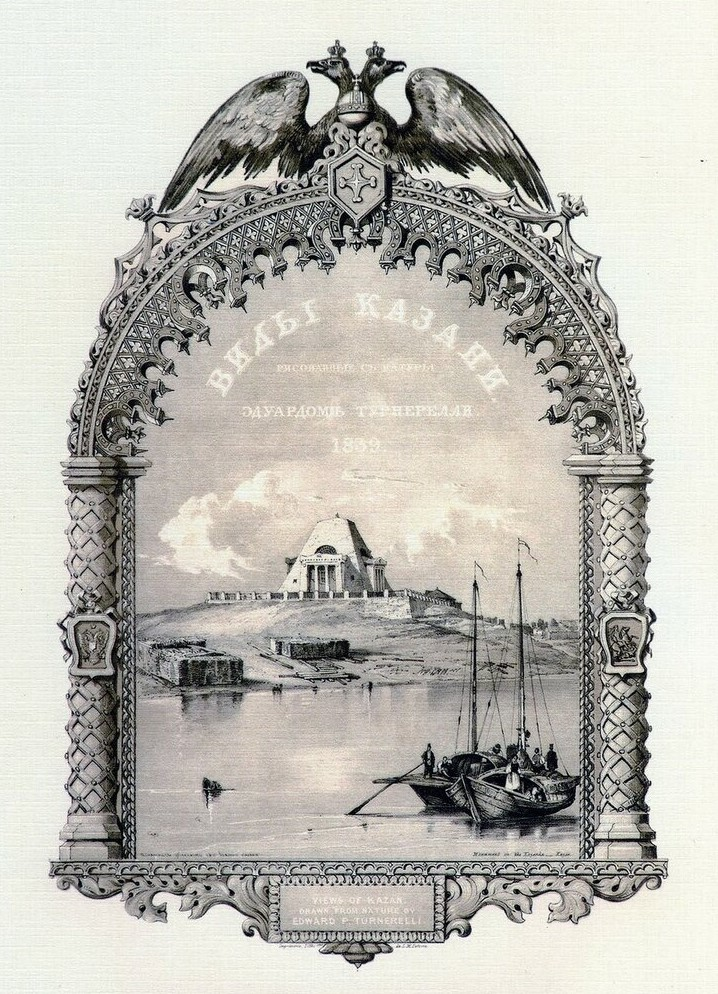
Титульный лист альбома рисунков Казани Э. Турнерелли 1839 года

После смерти архимандрита монастыря Амвросия казанский губернатор обратился в Городскую думу с просьбой принять храм на своё иждивение, так как он стал приходить в упадок, лишившись должного ухода.
По другой версии, это министр внутренних дел граф Арсений Закревский, прибывший в Казань в 1830 году для принятия мер борьбы с холерой и бунтами, обратил внимание на то, что от размывов водой весной памятник обветшал, и убедил казанское купечество его отремонтировать:346-347.
В 1830 году Казанское купеческое собрание взяло памятник на своё содержание, собрав до 5 000 рублей. С этого времени появляется должность смотрителя памятника, жившего в построенном рядом деревянном доме — смотрители обязательно назначались из отставных офицеров, имевших ранения и боевые награды. Городская дума по представлению купеческого собрания стала назначать попечителя памятника — это был, как правило, состоятельный купец, несший добровольно основные расходы по содержанию памятника. Так, в качестве попечителей были выбраны купец 1-й гильдии Леонтий Крупеников и купец П. И. Котелов.
В том же году храм был закрыт в связи с началом работ по его реконструкции. Проект реставрации выполнил «городской архитектор» Пётр Григорьевич Пятницкий (архитектор главного корпуса Казанского Императорского университета), выпускник Академии художеств 1809 года. Архитектора памятника А. К. Шмидта казанский военный губернатор С. С. Стрекалов в то время пытался привлечь к суду «за нерадивость».
Через два года — 2 октября 1832 года — храм-памятник был освящён вновь архиепископом Филаретом. К этому торжеству император Николай I прислал дар — серебряные вызолоченные богослужебные сосуды:121.
Поскольку Зилантову монастырю было трудно заботиться о столь масштабном сооружении, мемориал был передан в военное ведомство.
В 1834 году вокруг памятника устроили железную ограду на каменных столпах. В 1837 году стены покрыли листовым железом и окрасили в чёрный цвет, а колонны и портики в белый. Крест был вызолочен.
Вокруг памятника, в ограде, хранились старинные каменные ядра и чугунные пушки-свидетели событий 1552 года. Около памятника на столбах под навесом висели колокола — один большой и несколько зазвонных.

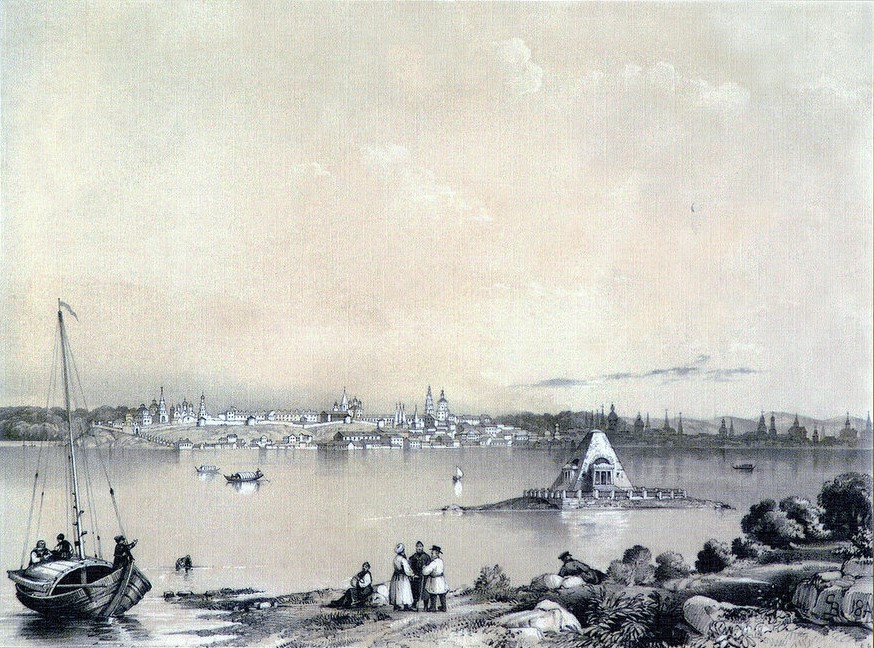
«Вид всей Казани во время разлива» Казанки и Волги 1838 года

Настоятель монастыря, учёный-философ (профессор Казанского университета сначала по кафедре церковного права, а позже по кафедре философии, первый русский историк философии) архимандрит Гавриил (Воскресенский), опубликовал в 1833 и 1840 годах список поминаемых воинов, убитых под Казанью («Имена победителей Казани и прочих особ, поминаемых при отпевании панихид в Зилантове монастыре и в памятнике»), и обстоятельное описание памятника:

На берегу реки Казанки, вправо от дамбы, на незначительном возвышении стоит монумент пирамидальной формы, увенчанный крестом. Это памятник победы русских над татарами в 1552 году. Наружность памятника мрачная, отвечающая цели — указывать братскую могилу десятков тысяч русских воинов. Высотою монумент около 10 саженей, в основании во все четыре стороны тоже на 10 саженей, с четырёх сторон его устроены фронтоны на колоннах.— Историческое описание памятника…, 1833.
Именно он сопровождал императора Николая I, посетившего памятник и склеп под ним 19 августа 1836 года. Государь много интересовался его историей, а при отбытии, «за найденный во всём порядок, благоизволил объявить Настоятелю обители благодарность».
Памятник по приезде в Казань непременно посещали члены царской фамилии: 21 июля 1837 года — Цесаревич и Великий Князь Александр Николаевич (будущий император Александр II), 16 августа 1861 года и 9 июля 1863 года — Цесаревич и Великий Князь Николай Александрович (его старший сын), 22 августа 1866 года и 17 июня 1869 года — Александр Александрович (второй сын Александра II, будущий император Александр III); а также путешественники, следующие через Казань, например: 15 мая 1856 года — Пётр Семёнов, 29 мая 1886 года — Джордж Кеннан.

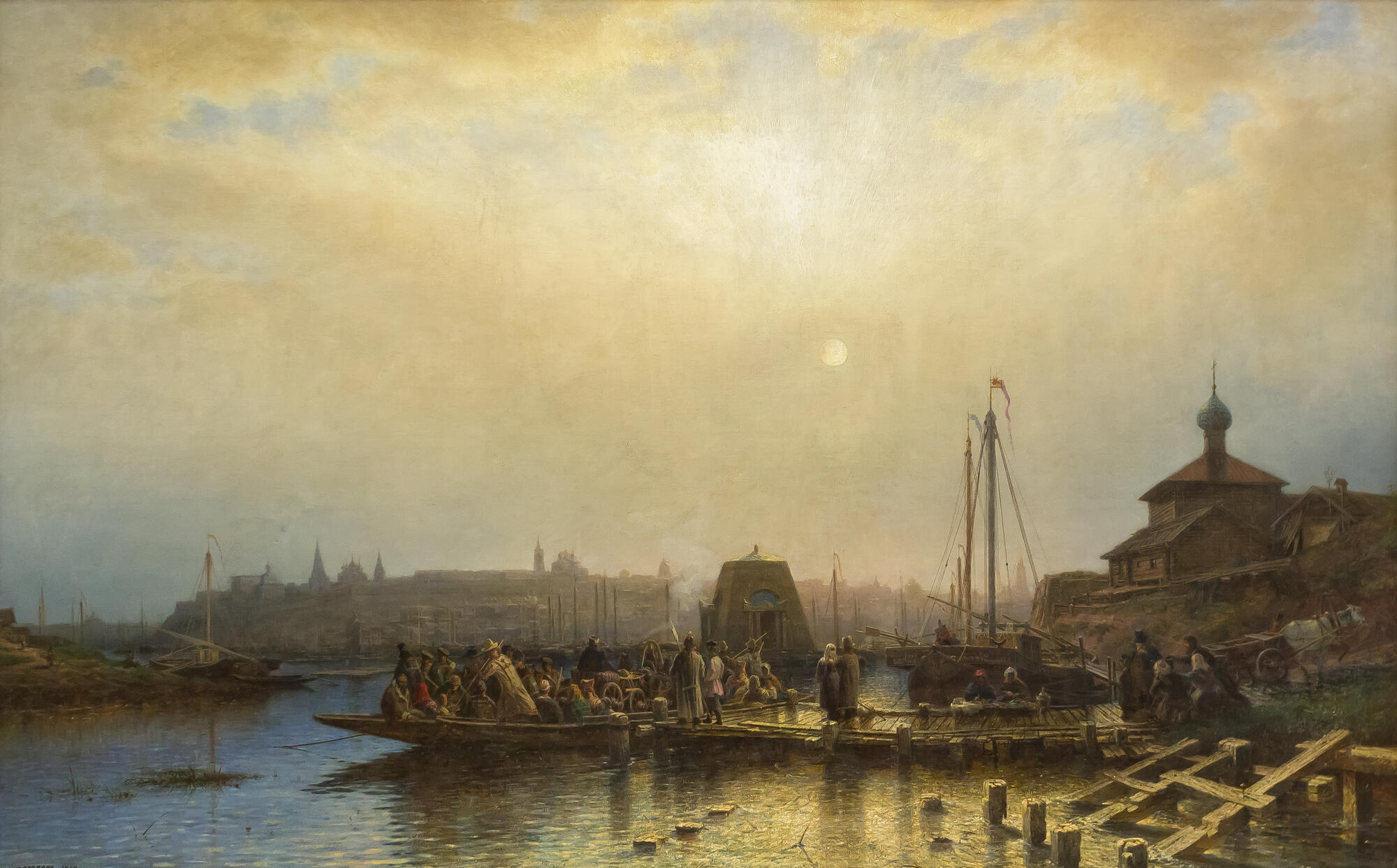
Боголюбов А. П. Казанка у памятника в 1860-е.

Александр Дюма в сентябре 1858 года поселился в Казани в Адмиралтейской слободе (гостинице пароходного общества «Меркурий») неподалёку от памятника:

Увиденная с дамбы, Казань словно поднимается из глубин огромного озера. Открываясь взору со своим старым кремлём, которого никогда не достигали никакие пожары, и колокольнями своих шестидесяти двух церквей, она являет собою зрелище самое фантастичное.

Однако более всего поражает величавая и вместе живописная громада памятника русским, павшим при штурме; установленный в 1811 году, он, на мой взгляд, не может быть отнесён ни к какому из известных архитектурных стилей, а его низкие мрачные очертания полностью соответствуют назначению погребального монумента, каковое задавалось архитектору.— Путевые впечатления: в России, 1862.
В период правления попечителя Рябчикова, была создана насыпь для сообщения памятника с дамбой, соединявшей город с Адмиралтейской слободой, так как в дождливую погоду к храму-памятнику был затруднён подход и проезд.
После Городской реформы 1870 года памятник перешёл в ведение Казанской городской управы и о нём заботились уже не купцы, а общегородские органы самоуправления, но должности попечителя и смотрителя просуществовали до 1917 года.
Так, в частности, 23 декабря 1888 года попечителем храма был избран купец К. П. Прибытков (сын бывшего городского головы П. А. Прибыткова). В этом же году к памятнику была проложена от Адмиралтейской дамбы дорога.
В период попечителя Д. П. Котлова (с 1895 года) в храме вместо печей были устроены калориферы, помещавшиеся в склепе (храм был отапливаемый).

## Торжества в храме-памятнике

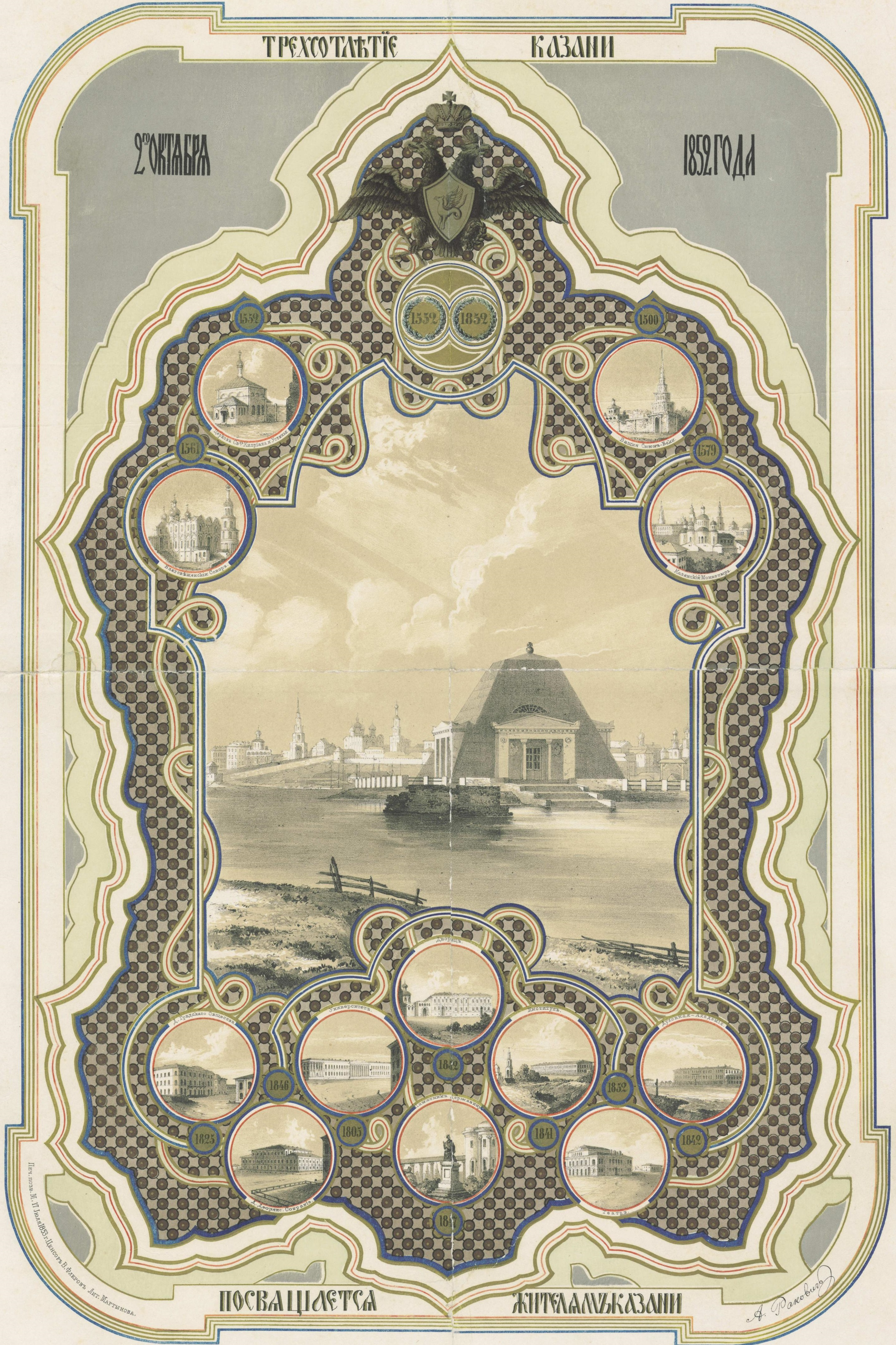
Ракович А. Н. Литография в честь 300-летия взятия Казани. 1853

Главным городским праздником были «именины Казанские» — 2 октября. В это время кроме крестного хода, у храма-памятника устраивался также военный парад, где всегда присутствовал губернатор, архиерей и все уважаемые казанцы.

…служением в церкви означенного памятника над покойными воинами. Это служение с 1823 года, то есть по устроении памятника, обыкновенно совершает местный преосвященный. Здесь после часов перед литургиею совершается панихида по царю Иоанну IV Васильевичу и по воинам, при взятии Казани за веру и отечество живот свой положивших. По окончании заамвонной молитвы бывает сход в подземелье памятника, и там возглашается вечная память только уже православному воинству при взятии Казани, положившему свой живот за веру и отечество, и непосредственно по совершении сего схода в сей же церкви совершается благородный Господу молебен с возглашением многолетия Его величеству государю императору со всей Его августейшей фамилией, а потом — вечной памяти царя Иоанна Васильевича, победителя Казани.

При сем молебне иногда бывает и войско, какое находится в Казани. При окончании молебна, оно выстраивается на площади перед памятником и окропляется св[ятой] водою, чем и оканчивается все празднество. [Так] как церковь в памятнике очень тесна, то народ, кроме начальства и некоторых почетнейших лиц из граждан, здесь и не бывает.— Доношение Святейшему правительственному Синоду члена его, Григория, архиепископа Казанского и Свияжского, 1852.

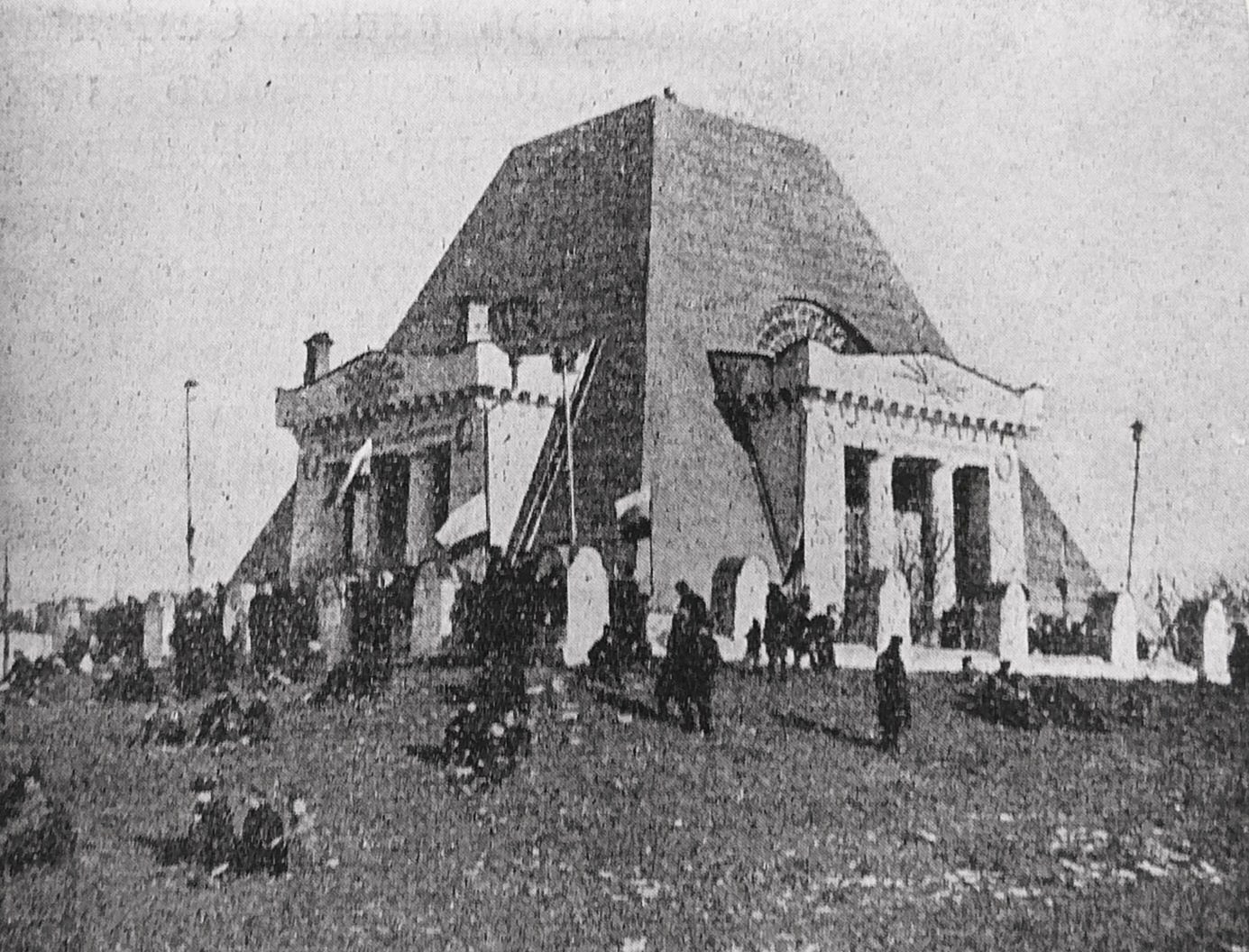
Патриотическая манифестация у храма-памятника (1906 год)

5 сентября 1852 года был издан Указ Синода о трёхдневном праздновании трёхсотлетия взятия Казани. 2 и 4 октября должны были проводиться как праздничные дни, без панихиды о погибших русских воинах, которая переносилась на 3 октября. Так, 3 октября 1852 года в часовне памятника в честь погибших при взятии Казани архиепископ Григорий с духовенством совершил панихиду «с возложением вечной памяти царю Ивану IV Васильевичу и всему христолюбивому войску за веру и отечество живот свой положившему» и литургию.
С изданием царского указа от 12 апреля 1854 года «Об освобождении присутственных мест Казанской губернии от занятий и тамошних училищ от учения, в 4-е число октября», главный акцент в проведении ежегодных торжеств в храме-памятнике переместился на это число.
В начале XX века территория вокруг храма-памятника становилась также местом проведения патриотических манифестаций.

## Советское время
В сентябре 1918 года службы в храме прекратились, а сам он в дальнейшем подвергся полному разграблению и разорению. Известно, например, что в советское время кости павших воинов пионеры сдавали «в утиль», а похищенные из храма-памятника иконы один из местных обывателей использовал в качестве досок в своём свинарнике.
В 1924 году казанский горсовет переименовал секуляризированный храм-памятник в «Памятник во имя содружества народов». Был объявлен конкурс на его реконструкцию, предполагавшую уничтожение многих атрибутов (георгиевских крестов, знаков Дома Романовых, надписи «В память победы над татарами, 1552 г.» и т. д.), но ни один из трёх представленных проектов не удовлетворил комиссию горсовета.

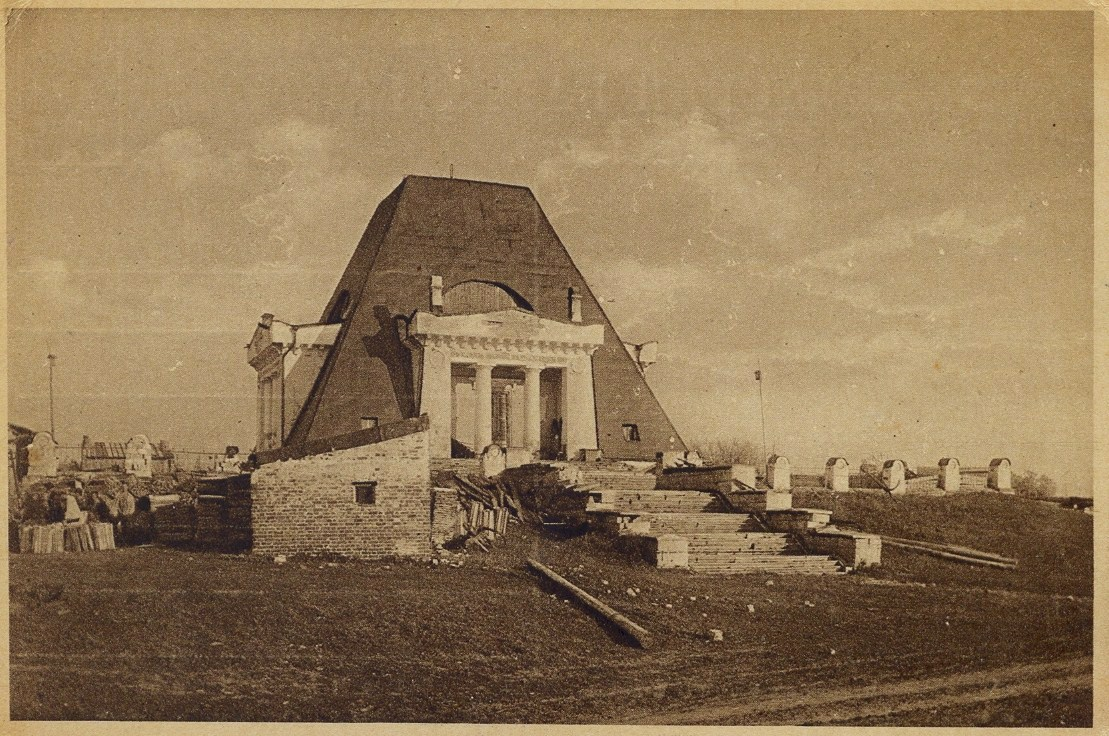
«Памятник павшим воинам в 1552 году» (советская открытка)

В мае 1926 года — во время рекордного казанского наводнения, превысившего уровень предыдущего крупного наводнения 1888 года — памятник был подтоплен.
В 1947 году «памятник воинам павшим при взятии Казани» был включён в перечень памятников архитектуры и архитектурных заповедников РСФСР, подлежащих государственной охране в первую очередь.
В 1956 году после заполнения Куйбышевского водохранилища, в связи с постройкой Жигулевской ГЭС, русло Казанки было изменено, а храм-памятник оказался полностью окружённым водой.
В 1950-е Специальной научно-реставрационной производственной мастерской Управления по делам строительства и архитектуры СМ ТАССР был произведён ремонт памятника (под руководством архитектора А. Г. Бикчентаева): был снят крест, сбиты и заштукатурены надписи, из интерьеров исчезло всё, что напоминало о церкви.
В 1960 году памятник был включён в список памятников архитектуры РСФСР, подлежащих охране как памятники государственного значения.

## Современное состояние

Реставрация храма в 2025 году
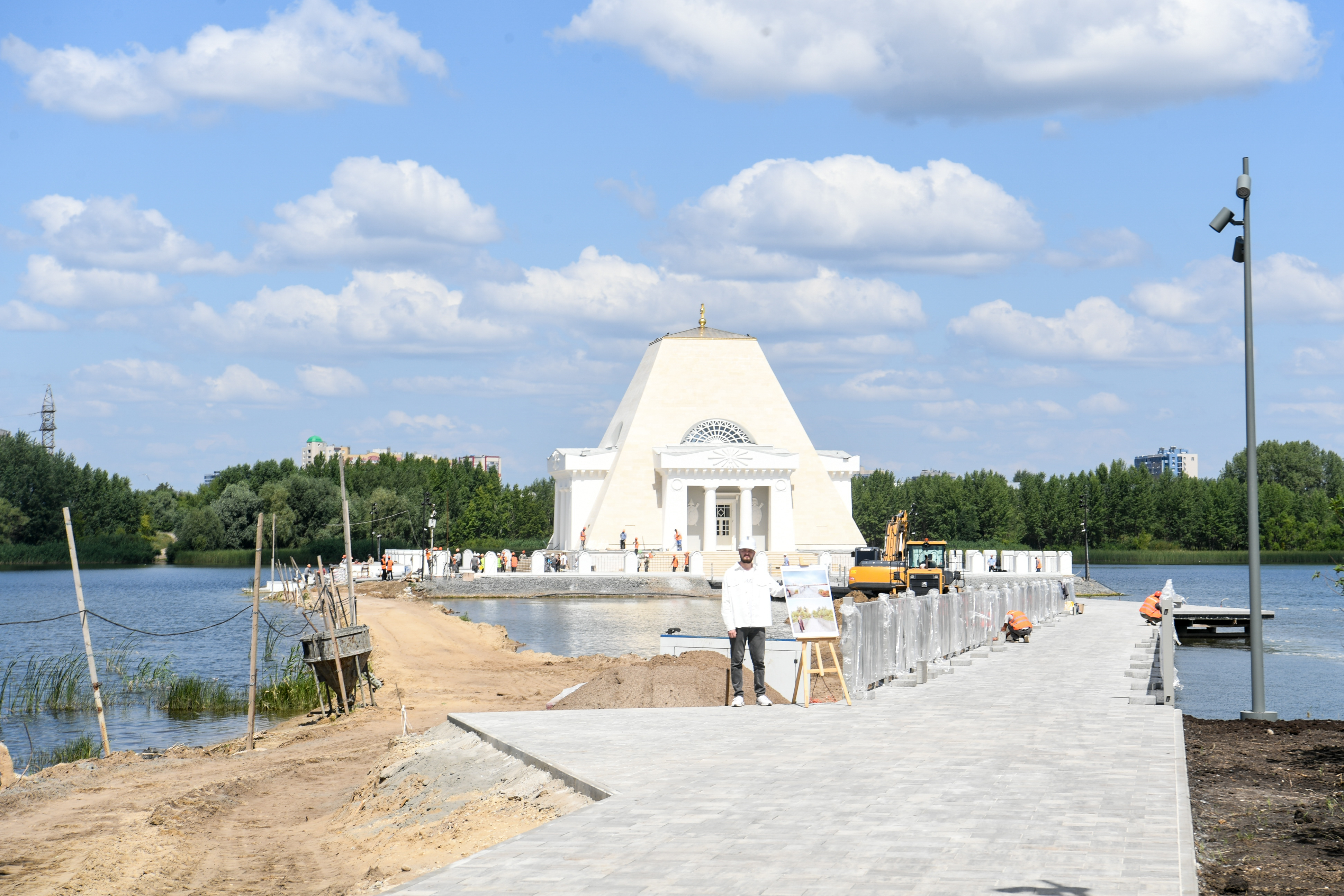
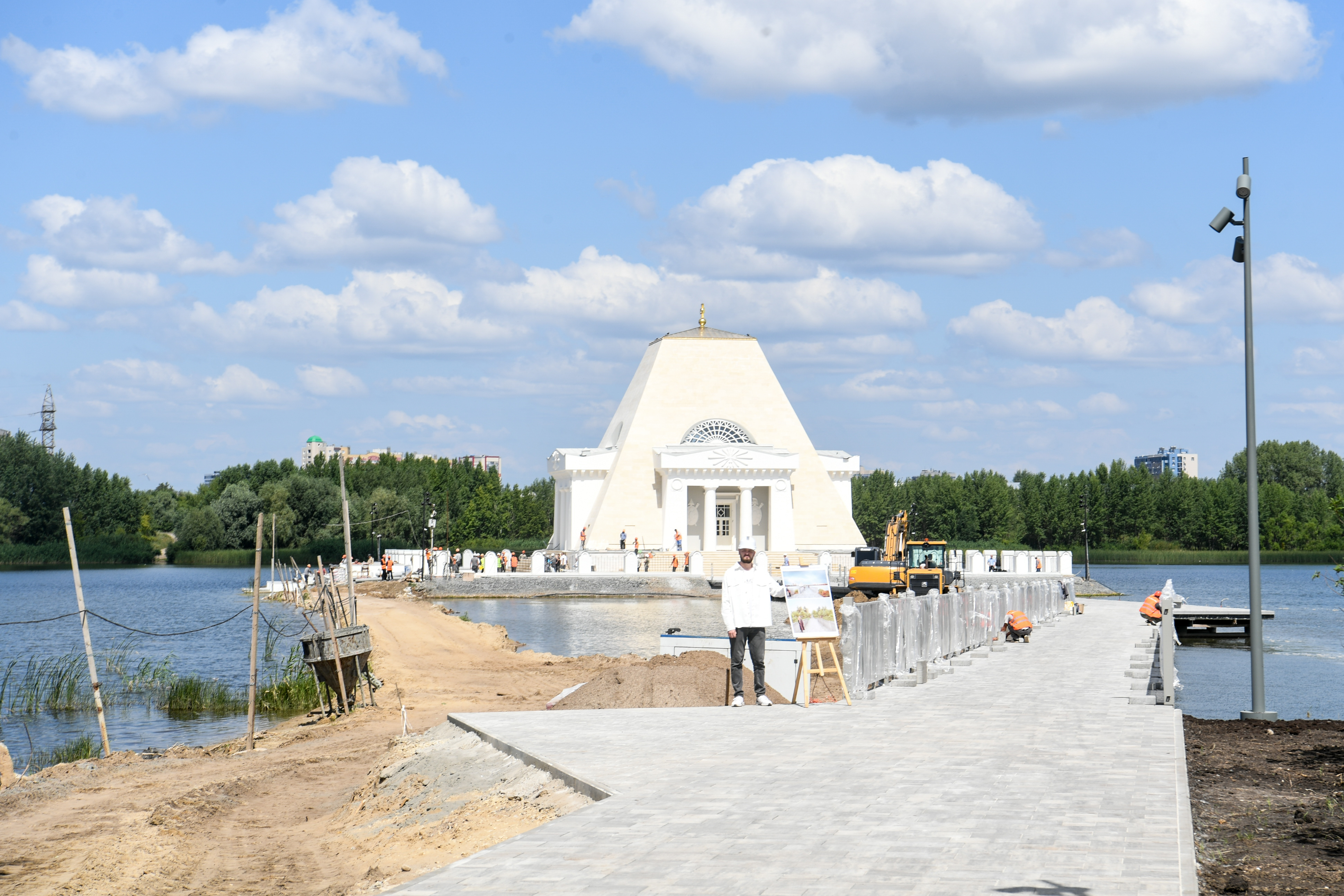
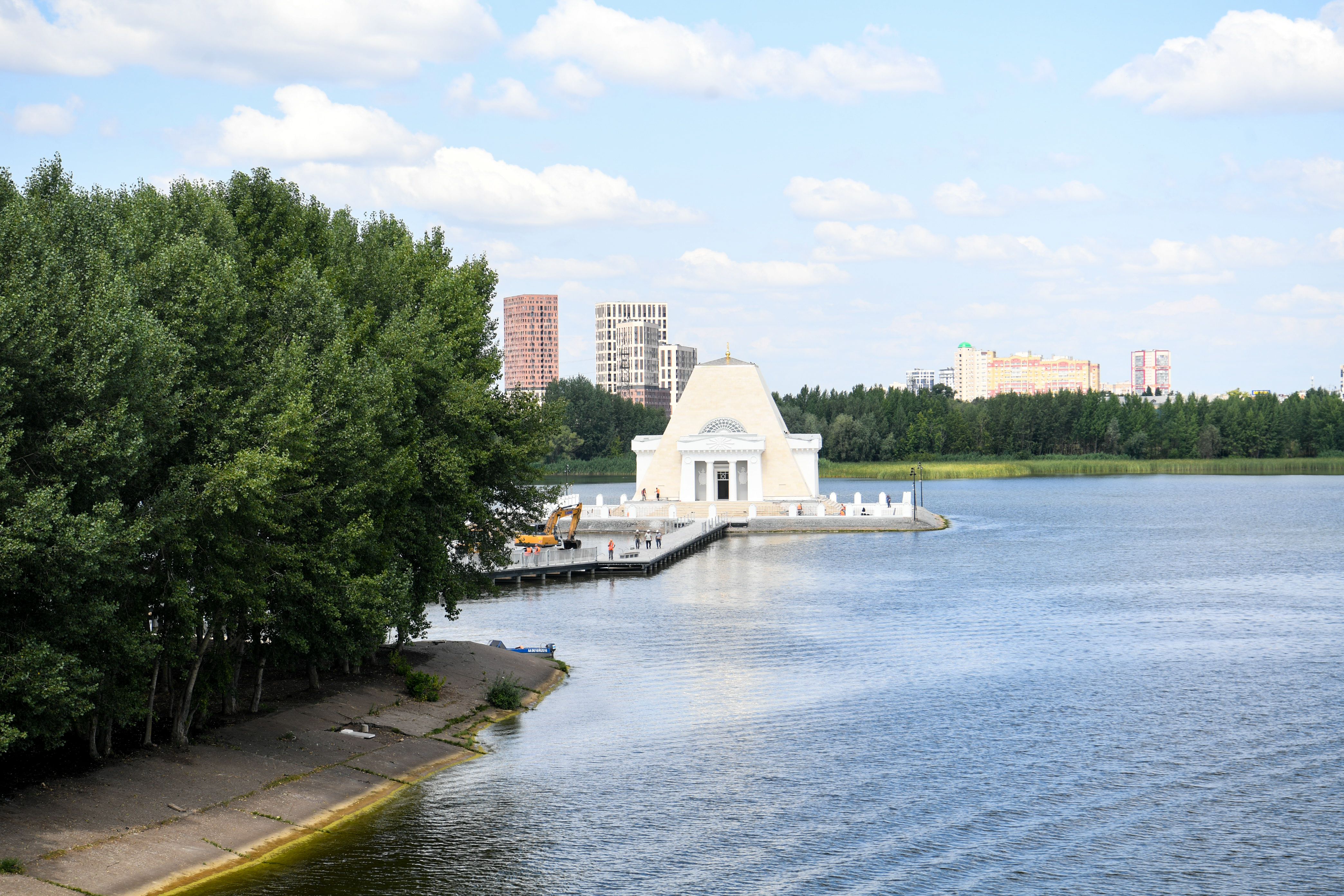

В январе 2001 года Кабинет министров Республики Татарстан принял постановление № 8 «О передаче Памятника архитектуры республиканского (Республики Татарстан) значения — Памятника воинам, павшим при взятии г. Казани в 1552 году, в коммунальную собственность г. Казани». Министерство культуры РТ передало храм Департаменту текущего содержания и развития объектов внешнего благоустройства администрации города Казани по акту № 688 от 23 апреля 2001 года, однако в январе 2005 года постановление было отменено, так как памятник внесён в реестр памятников монументальной архитектуры федерального значения.

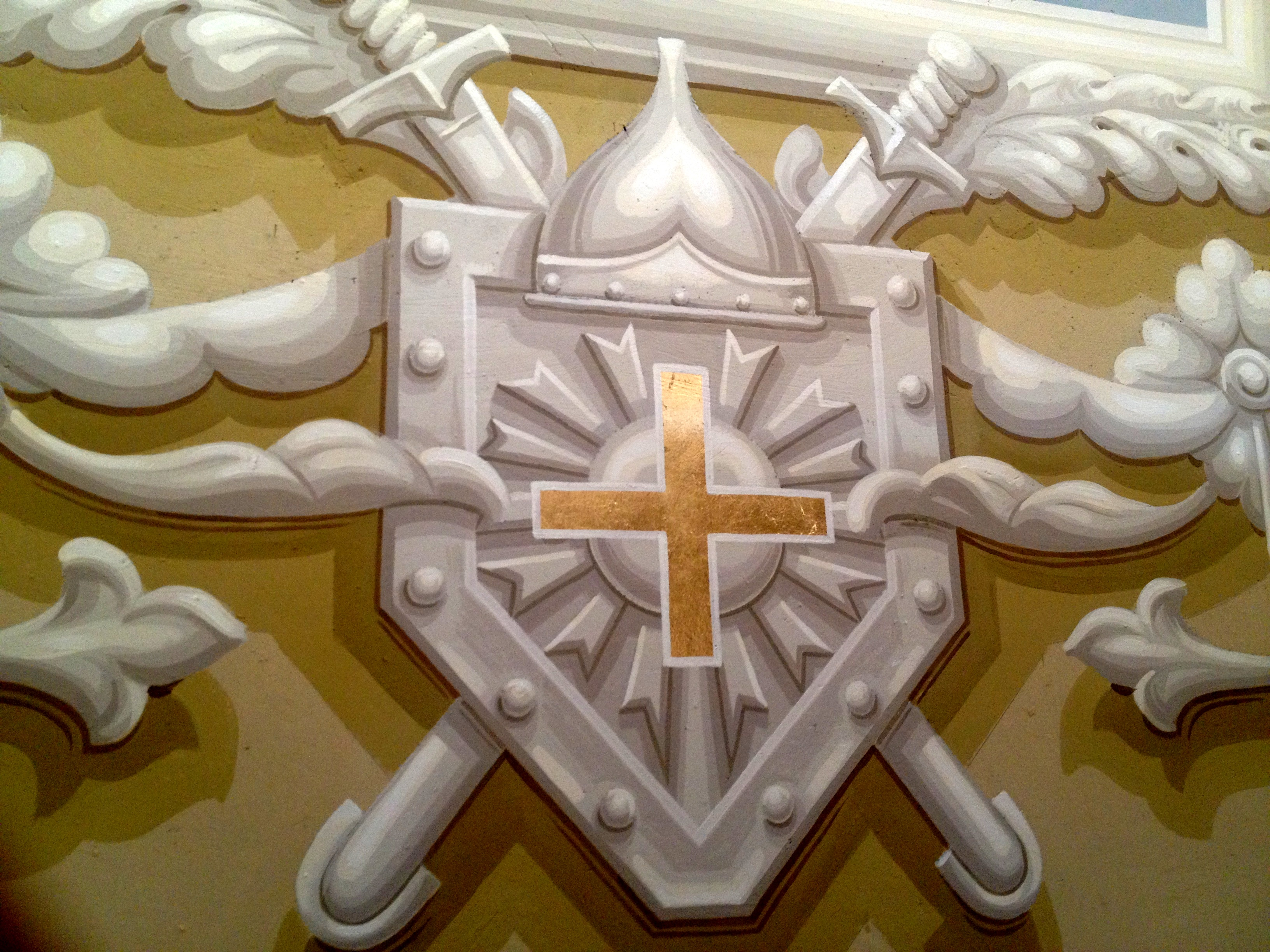
Фрагмент восстановленной внутренней росписи храма-памятника (2015 год)

В 2001 году памятник стал объектом федеральной целевой программы «Сохранение и развитие исторического центра г. Казани». Был разработан проект реставрации памятника, но он не был реализован.
В 2001 году был создан приход храма-памятника, который, в качестве настоятеля, возглавил иерей Феодор (Ф. А. Ситкин).
В октябре 2002 года в храме-памятнике была проведена панихида по погибшим 450 лет назад воинам.
В 2004 году островок, на котором стоит памятник, был соединен мостиком и насыпью с Кировской дамбой и стал доступен для посещений.
В марте 2005 года храм передан Русской Православной Церкви. Началась работа по восстановлению здания, ремонту и реставрации.
По словам смотрителя храма, при первых попытках разобрать завалы в подземной усыпальнице, были обнаружены мощи воинов в огромном количестве — их вымыло водами водохранилища из-под кургана. Под завалами были раскопаны лестницы, ведущие наверх. Впоследствии, внутри усыпальницы был создан бетонный саркофаг, в который поместили все найденные мощи. Перепад уровня воды в Куйбышевском водохранилище (от 51,1 м до 54,7 м) приводит к периодическому затоплению мощей в склепе, и основания памятника, смыванию грунта с откосов холма и обнажению останков братской могилы.

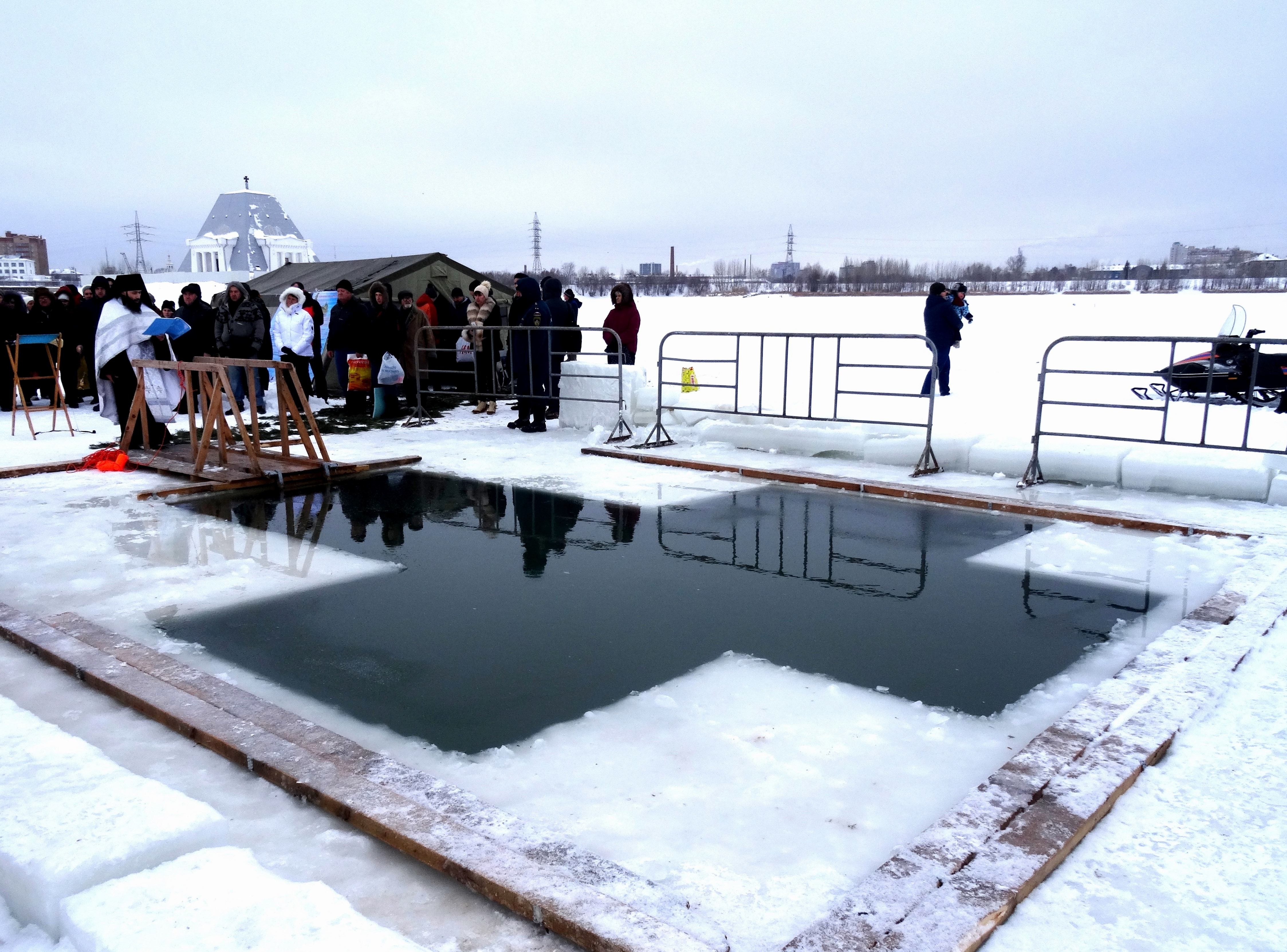
Празднование Крещения Господня у храма-памятника (19 января 2017 год)

Во время визита 20—21 июля 2005 года в Казань Патриарха Московского и всея Руси Алексия II члены прихода и представители общественности во главе с настоятелем о. Ф. А. Ситкиным выстроились напротив храма-памятника — на пути следования патриаршего эскорта по Кировской дамбе от Казанского Кремля в Успенский Зилантов монастырь. Однако привлечь его внимание к бедственному положению храма-памятника им не удалось: начался проливной дождь, и, несколько сбавив скорость, машина, в которой находился Предстоятель РПЦ, проехала мимо.
23 января 2006 года Управляющий Казанской епархии архиепископ Анастасий издал распоряжение № 1 об открытии «в склепе под храмом-памятником (остров на реке Казанке)» церкви-усыпальницы в честь преподобного Илии Муромца (по образу усыпальницы Киево-Печерской лавры, где покоятся мощи этого былинного богатыря-монаха).
В 2011 году он был передан в качестве подворья Свято-Введенскому (Кизическому) монастырю города Казани. Настоятелем храма-памятника, вместо иерея Феодора (Ситкина), назначен игумен Свято-Введенского (Кизического) мужского монастыря города Казани Мефодий (Зайцев).

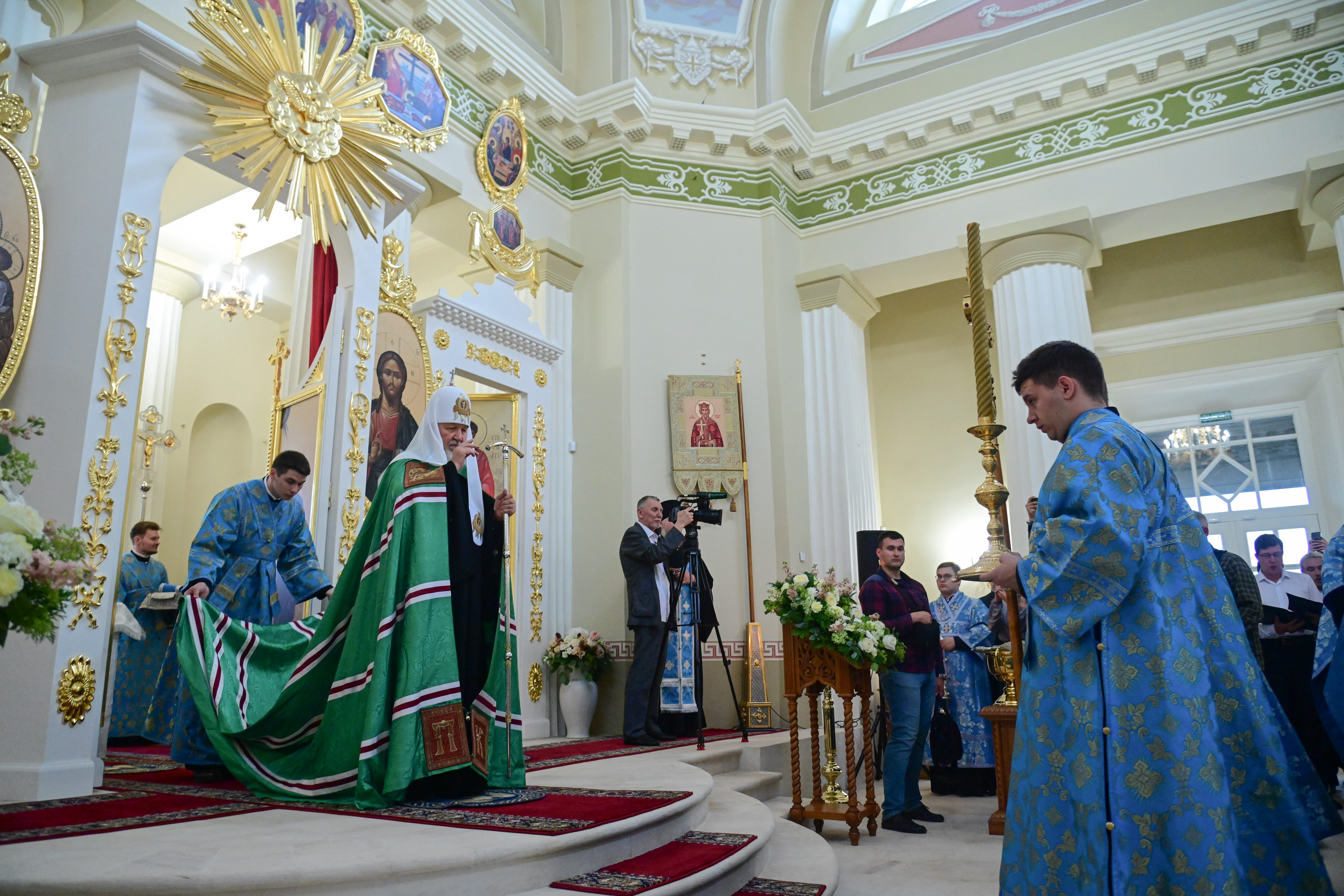
Патриарх Кирилл совершает чин малого освящения храма. 21 июля 2025 года

В настоящее время в Храме проходят регулярные богослужения: 19 января отмечается праздник Крещение Господне, на проруби («иордани») Казанки около храма проводится Великое водосвятие; 29 августа отмечается престольный праздник «Перенесения из Едессы в Константинополь Нерукотворного Образа Господа нашего Иисуса Христа» — Третий Спас.
Распоряжением № 142-р от 30 апреля 2014 года Территориального управления Федерального агентства по управлению государственным имуществом (Росимущества) в Республике Татарстан храм-памятник был передан Казанской епархии РПЦ в безвозмездное пользование.
В июне 2024 года началась масштабная реставрация храма-памятника, которая должна завершиться в 2026 году. Стоимость реконструкции 300 миллионов рублей, половина из которых из федерального бюджета.
21 июля 2025 года в день Казанской иконы Божией Матери патриарх Московский и всея Руси Кирилл посетил отреставрированный храм-памятник и совершил чин малого освящения.

### Факты вандализма и осквернения храма-памятника
В 1990-е — 2010-е годы храм-памятник неоднократно становился объектом вандализма и осквернения, которые, как правило, получали политическую окраску.

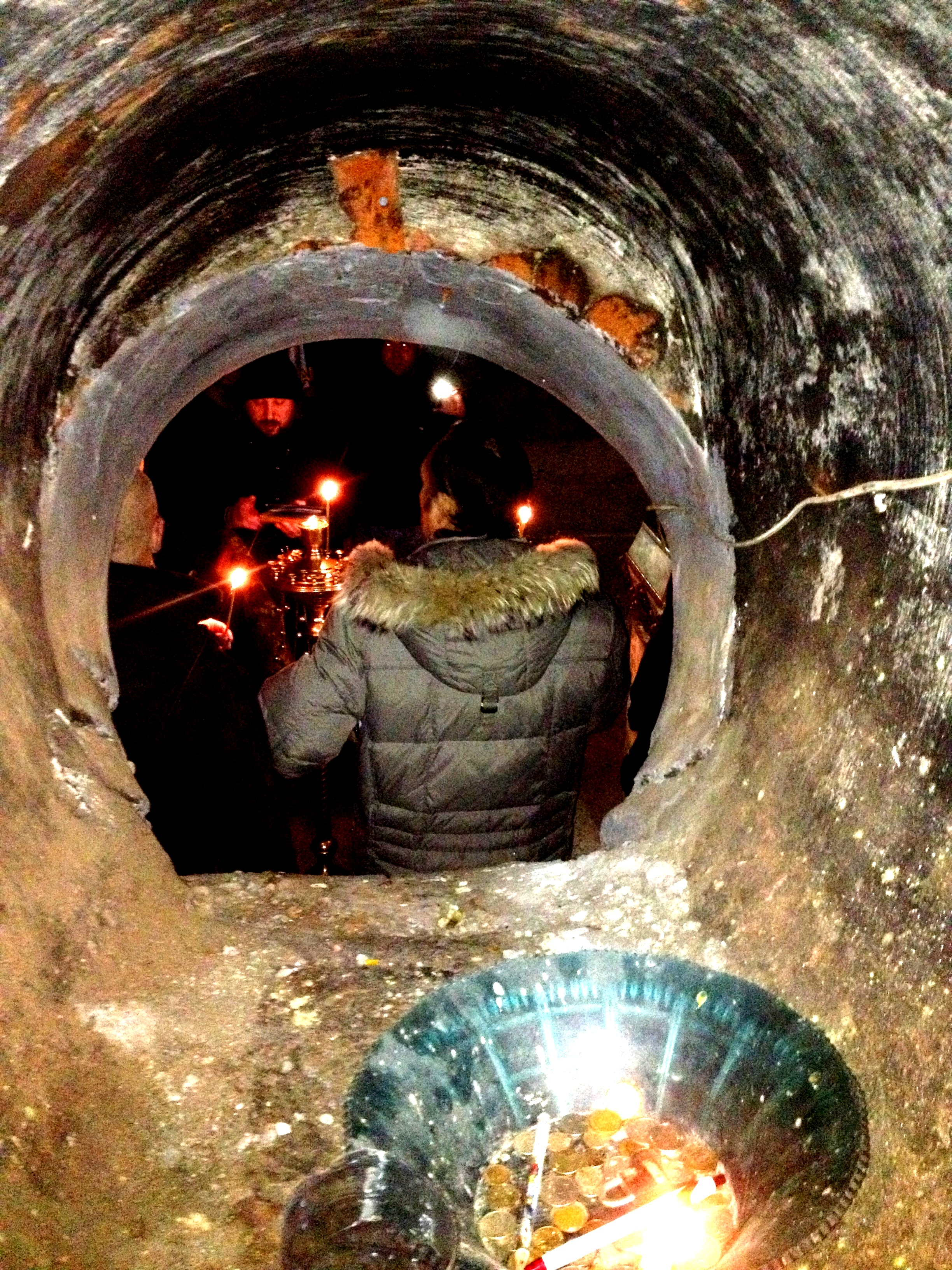
Служба в церкви-усыпальнице в честь преподобного Илии Муромца, расположенной под храмом-памятником (27 ноября 2014 года)

В 1999 году на курултае «Всетатарского общественного центра», проходившем в Казани, было выдвинуто требование о его сносе. Председатель этой организации З. Л. Зайнуллин предложил водрузить на месте снесённого храма символический могильный крест.
В 2003 году в отношении храма-памятника фиксировались многочисленные случаи вандализма. Неустановленными лицами была повреждена крыша и частично разрушены внутренние колонны, взломана железная дверь, сделаны проломы. «Необходимо отметить тот факт, — сообщал 29 августа 2003 года сайт Казанской епархии Московского Патриархата РПЦ „Православие в Татарстане“, — что положение храма остается очень тяжёлым, вандалы разрушают здание, регулярно взламываются двери, пробит лаз в стене, и даже сделан подкоп. В то же время власти республики не дают разрешения на богослужения в храме, не передают его Церкви и сами не реставрируют, хотя федеральное правительство включило памятник в список реставрируемых объектов и выделило деньги на его восстановление».
В июле 2007 года храм-памятник был вновь осквернён и ограблен. По свидетельству его настоятеля, «злоумышленники учинили в храме „полный погром“: разлили лампадное масло, порвали церковное облачение, сорвали иконы и разбросали стройматериалы, заготовленные для реставрации, а также похитили иконы XVIII—XIX века и церковную утварь».
В декабре 2010 года активисты татарских националистических организаций снова угрожали в качестве ответной меры на «нежелание руководства Татарстана поставить памятник татарам, погибшим при штурме города», разрушить храм-памятник.
В мае 2013 года в храме-памятнике было обнаружено самодельное взрывное устройство.
В середине декабря 2014 года на порталы и колонны храма-памятника с трёх сторон красной краской были нанесены надписи на русском и татарском языках: «1552», «Лена зачем ты крестила наших детей. Твой Ильфатик», «1552 Никто не забыт Ничто не забыто», «Азатлык» и «Татар уян».

## Архитектурное значение
По образу казанского храма-памятника были сооружены: в 1870 году — храм-пирамида Святого Николая — общий памятник погибшим защитникам Севастополя в Крымской войне (строился на Севастопольском братском кладбище с 1857 по 1870 годы); в 1883 году — часовня Александра Невского «в память воинов, на брани убиенных во время Русско-Турецкой войны 1877—1878 гг.»; в 1887 году — часовня-памятник «товарищам гренадерам, павшим в бою под Плевной».